# John List (Ökonom)

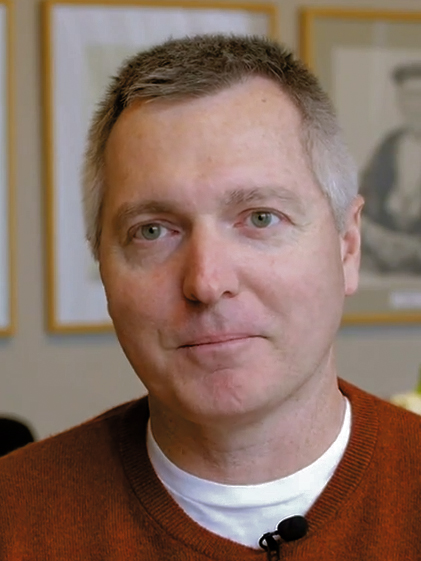
John List, 2014

John August List (* 25. September 1968) ist ein US-amerikanischer Wirtschaftswissenschaftler.

## Werdegang, Forschung und Lehre
List studierte Wirtschaftswissenschaft an der University of Wisconsin-Stevens Point (B.S., 1992). Seinen Ph.D. erhielt er 1996 von der University of Wyoming. Danach ging er als Juniorprofessor an die University of Central Florida. Von 2000 bis 2001 war er Professor an der University of Arizona und von 2001 bis 2005 an der University of Maryland. Von 2002 bis 2004 war List außerdem im Council of Economic Advisors. Seit 2005 ist er Professor an der University of Chicago.
Lists Fokus liegt auf Fragen der Mikroökonomik, insbesondere auf experimentellen Methoden. Große Teile seiner Arbeit sind Feldexperimenten gewidmet. Er hat für seine Arbeit mehrere Auszeichnungen erhalten. 2011 wurde er Fellow der American Academy of Arts and Sciences. Seit 2015 zählt ihn Thomson Reuters zu den Favoriten auf einen Wirtschaftsnobelpreis. 2023 wurde ihm der R.-K.-Cho-Wirtschaftspreis zugesprochen.
List ist verheiratet und hat fünf Kinder.

## Veröffentlichungen (Auswahl)
- Steven D. Levitt & John A. List (2007): What Do Laboratory Experiments Measuring Social Preferences Reveal About the Real World? In: Journal of Economic Perspectives 21: 153–174.
- Glenn W. Harrison & John A. List (2004): Field Experiments. In: Journal of Economic Literature 42: 1009–1055.
- John A. List (2003): Does Market Experience Eliminate Market Anomalies? In: Quarterly Journal of Economics 118: 41–71.
- John A. List & Craig A. Gallet (2001): What Experimental Protocol Influence Disparities Between Actual and Hypothetical Stated Values? In: Environmental and Resource Economics 20: 241–254.
- John A. List (2001): Do Explicit Warnings Eliminate the Hypothetical Bias in Elicitation Procedures? Evidence from Field Auctions for Sportscards. In: The American Economic Review 91: 1498–1507.